# Австралийская философия
Австралийская философия — философия Австралии на английском языке. Представлена такими именами как Артур Приор (Arthur Prior), Дэвид Армстронг (David Armstrong), Дж. Смарт (J.J.C. Smart), Фрэнк Джексон (Frank Jackson), Пассмор, Джон (John Passmore), Питер Сингер (Peter Singer), Женевьева Ллойд (Genevieve Lloyd), Фута Хелу (Futa Helu) и др.
Австралийская философия-это, прежде всего, академическая, неразрывно связанная с университетами, философия. Первая кафедра философии (Chair of Mental and Moral Philosophy) была создана в университете Мельбурна в 1886 году. Её возглавил Генри Лаури (Henry Laurie), бывший студент Эдинбургского университета. В университете Сиднея лекции по философии начали читаться с 1888 года.
Преемником Генри Лаури в 1911 году стал Бойс Гибсон (W. R. Boyce Gibson), который до этого учился в Иене и находился под влиянием взглядов Рудольфа Эйкена (1846—1926). После смерти Бойса Гибсона в 1935 году кафедру возглавлял (с 1935 по 1965 гг.) его сын Александр Бойс Гибсон.
Начиная с 1923 года, без перерывов в Австралии выходит журнал Australasian Journal of Philosophy (AJP) (до 1947 года журнал выходил как Australasian Journal of Psychology and Philosophy), ставший в настоящее время одним из ведущих философских журналов. С 1979 года журнал выходит четыре раза в год.